# Cortina (Mykologie)

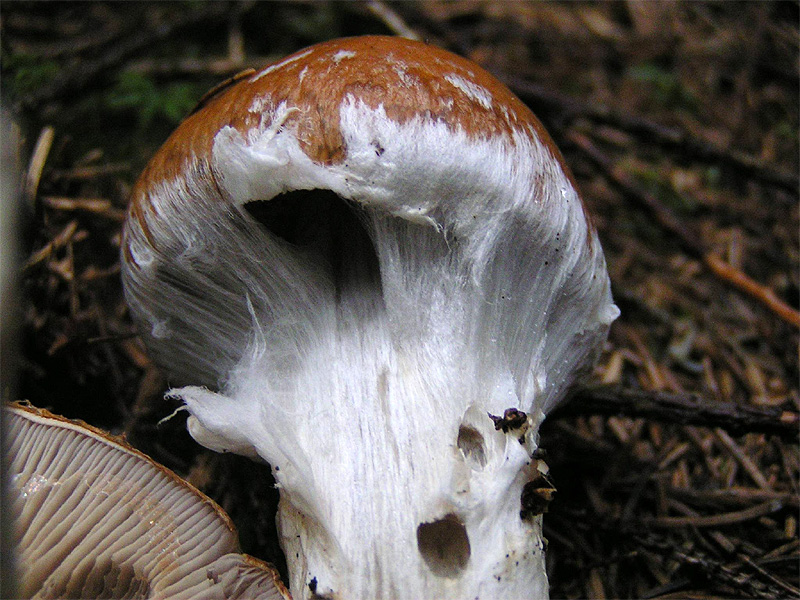
Weißgestiefelter Schleimkopf (Cortinarius claricolor) mit ausgeprägter Cortina

Die Cortina, auch Schleier genannt, ist ein spinnwebartiges Velum bei voll entwickelten Fruchtkörpern, welches vor allem bei Pilzen in der Familie der Schleierlingsverwandten (Cortinariaceae) verbreitet ist. Die Cortina ist zwischen Hutrand und Stiel zu finden (Velum partiale). Bei alten Pilzen ist sie oft aufgelöst und als Schleierrest meist nur noch als sporengefärbte Ringzone am Stiel zu erkennen.